# Václav Ženíšek
Plukovník Václav Ženíšek (10. září 1917, Plzeň – 13. listopadu 1952, Praha) byl český voják a jedna z obětí komunistického teroru.
Před druhou světovou válkou byl příslušníkem Československé armády, po německé okupaci pracoval krátce jako úředník a posléze jako dělník. Na konci války se zapojil do plzeňského povstání a vstoupil znovu do armády. Nejdříve působil jako tlumočník, posléze se stal zpravodajcem. V roce 1948 byl po únorovém převratu poslán nejprve na dovolenou, poté do výslužby. V jeho vždy příkladném hodnocení (1945–1947 velmi dobrý) se po nástupu komunistů objevilo nevyhovující se zdůvodněním: mylný politický postoj, neschopen důvěrné a tajné práce a nemá snahu rozšířit si vzdělání studiem Marxe a Lenina.
V květnu 1952 byl kpt. Ženíšek zatčen, obviněn ze špionáže a velezrady. Ve vykonstruovaném procesu byl společně s plukovníkem Ladislavem Svobodou odsouzen k trestu smrti a 13. listopadu 1952 popraven.
Tělo Václava Ženíška bylo zpopelněno ve Strašnickém krematoriu, kde také zůstala uskladněna jeho urna. Dne 6. října 1953 byla urna přesunuta z krematoria do skladu v pankrácké věznici, kde její stopa mizí. Na Čestném pohřebišti v Ďáblickém hřbitově se nachází symbolický Ženíškův hrob. Tamní symbolické náhrobky odkazují na zemřelé politické vězně bez ohledu na jejich skutečné místo pohřbení.

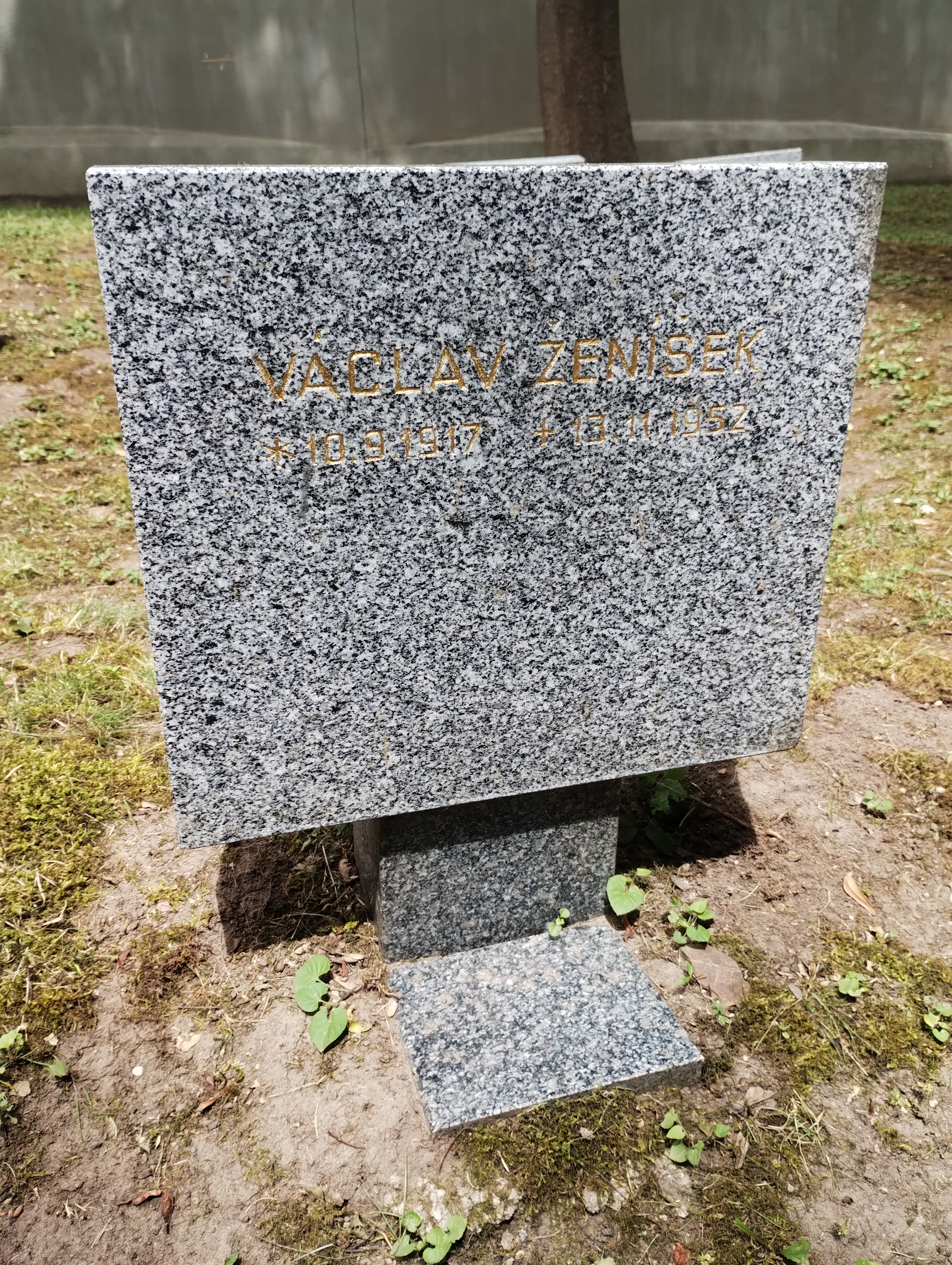
Symbolický náhrobek V. Ženíška na Čestném pohřebišti v Ďáblicích

Dne 4. září 1991 jej vojenský soud plně rehabilitoval. Prezident Václav Havel jej in memoriam povýšil na plukovníka.